# Ліане Гайд
Юліане «Ліане» Гайд (нім. Juliane "Liane" Haid; 16 серпня 1895, Відень, Австрія — 28 листопада 2000, Берн, Швейцарія) — австрійська акторка, яку часто називають першою зіркою кіно в Австрії.

## Біографія
Народилась 1895 року у Відні, де і навчалась співу і танцям. Протягом 1920—1930-х років стала уособленням «Солодкої Віденської дівчини» (нім. Süßes Wiener Mädel) та популярною пін-ап моделлю. Її першою роллю була робота у пропагандистській стрічці «Mit Herz und Hand fürs Vaterland», яка була знята під час Першої світової війни у 1916 році. Згодом працювала в німецькій кіно-компанії UFA як співачка, легко увійшовши у «звукову еру» кінематографу. Знялась у комедійних фільмах з такими німецькими зірками як Віллі Форст, Бруно Кастнер, Георг Александер, Тео Лінген та Гайнц Рюманн. 
1942 року, відхилила кілька пропозицій з Голлівуду та переїхала до Швейцарії «через режим, тому що все було розбомблено та тому що всі хороші режисери переїхали». Згодом вона вийшла заміж за Карла Шпихера та завершила свою кар'єру акторки.
Серед найвідоміших фільмів, у яких знялася Гайд є «Леді Гамільтон» (1921), «Лукрезія Борджия» (1922), «Принцеса чардаша» (1927, на основі оперети Імре Кальмана) та звукові стрічки «Пісня завершена» (1930), «Не треба йти спати нецілованою» (1936). 1953 року востаннє зіграла роль у кіно.

## Фільмографія
- 1915: Mit Herz und Hand fürs Vaterland
- 1916: Mit Gott für Kaiser und Reich
- 1916: Auf der Höhe
- 1916: Der Landstreicher
- 1916: Die Tragödie auf Schloß Rottersheim
- 1916: Lebenswogen
- 1917: Mir kommt keiner aus
- 1917: Der Verschwender
- 1917: Der Doppelselbstmord
- 1917: Der König amüsiert sich
- 1917: Der Schandfleck
- 1918: So fallen die Lose des Lebens
- 1919: Die Ahnfrau
- 1921: Das Geld auf der Straße
- 1921: Der Roman eines Dienstmädchens
- 1921: Lady Hamilton
- 1922: Lucrezia Borgia
- 1923: Schlagende Wetter
- 1926: Die Brüder Schellenberg
- 1926: Im weißen Rößl
- 1926: Als ich wiederkam
- 1926: Der Sohn des Hannibal
- 1927: Der goldene Abgrund
- 1927: Der letzte Walzer
- 1927: Die weiße Sklavin
- 1928: Marquis d’Eon, der Spion der Pompadour
- 1930: Der unsterbliche Lump
- 1930: Das Lied ist aus
- 1931: Die Männer um Luci
- 1932: Ich will nicht wissen, wer du bist
- 1933: Madame wünscht keine Kinder
- 1933: Eine Frau wie du
- 1933: Der Stern von Valencia
- 1933: Sag mir wer du bist
- 1933: Polizeiakte 909 (Taifun)
- 1933: Keine Angst vor Liebe
- 1934: Besuch am Abend
- 1936: Ungeküsst soll man nicht schlafen geh’n
- 1936: Whom the Gods Love
- 1937: Peter im Schnee
- 1940: Die unvollkommene Liebe
- 1953: Im Krug zum grünen Kranze